# Klaus Kahlenberg
Klaus Kahlenberg (* 1. Oktober 1912 in Berlin; † 21. Januar 2006 in Flensburg) war ein deutscher Journalist und der Radiosprecher des letzten Wehrmachtberichts, gesendet vom Reichssender Flensburg am 9. Mai 1945.
Kurz vor Ende des Zweiten Weltkrieges und den anrückenden sowjetischen Truppen war der damals 32-jährige Panzerspähfunker im Rang eines Leutnants von Ostpreußen nach Flensburg beordert worden, „z. b. V. Dönitz“ (zur besonderen Verwendung), wie es auf seinem Marschbefehl hieß. Dort fungierte er für kaum zehn Tage als Rundfunksprecher des Reichssenders Flensburg. In seiner Aufgabe verlas er offizielle Verlautbarungen der letzten Reichsregierung unter Großadmiral Karl Dönitz. Am 9. Mai 1945 um 20:03 Uhr verlas er eine historisch bedeutsame Passage aus dem Bericht des Oberkommandos der Wehrmacht (OKW), in der die vollständige Kapitulation verkündet wurde:

„Das Oberkommando der Wehrmacht gibt bekannt: [...] Seit Mitternacht schweigen nun an allen Fronten die Waffen. Auf Befehl des Großadmirals hat die Wehrmacht den aussichtslos gewordenen Kampf eingestellt. Damit ist das fast sechsjährige heldenhafte Ringen zu Ende. Es hat uns große Siege, aber auch schwere Niederlagen gebracht. Die deutsche Wehrmacht ist am Ende einer gewaltigen Übermacht ehrenvoll unterlegen. 
Wir brachten den Wortlaut des letzten Wehrmachtsberichts dieses Krieges. Es tritt eine Funkstille von drei Minuten ein.“

Nach dem Krieg arbeitete Kahlenberg als Journalist, u. a. als langjähriger Chefredakteur der Fachzeitschrift Der Neue Vertrieb. Kahlenberg lebte seit 1945 mit Unterbrechungen in Flensburg.